# دلتا ۲
دلتا ۲ (به انگلیسی: Delta II) یکی از موشک‌های خانواده دلتا مورد استفاده ناسا بود.
این پرتابگر ساخت شرکت مک‌دانل داگلاس در سال ۱۹۸۹ است و امروزه (بهمراه دلتا ۴) توسط شرکت یونایتد لانچ آلاینس (معروف به ULA) ساخته می‌شود.